# Take Off Your Colours
Take Off Your Colours — дебютный студийный альбом британской поп-панк/эмо-поп-группы You Me at Six, выпущенный 6 октября 2008 года. В целом, альбом получил положительные отзывы критиков. Так Джон О'Брайан из AllMusic назвал его «дословным руководством по эмо-попу для чайников».
Для продвижения альбома почти за год до его релиза был выпущен сингл с песней «Save It for the Bedroom». В 2008 году до выхода альбома были выпущены синглы с песнями «If I Were In Your Shoes», «Gossip» и «Jealous Minds Think Alike». Во время записи альбома песня «Save It for the Bedroom» была перезаписана, и новая версия была выпущена на сингле 9 марта 2009 года.

## Список композиций
Все песни были сочинены и записаны участниками You Me at Six.
| №                   | Название                                | Длительность |
| ------------------- | --------------------------------------- | ------------ |
| 1.                  | «The Truth Is a Terrible Thing»         | 2:51         |
| 2.                  | «Gossip»                                | 2:57         |
| 3.                  | «Call That a Comeback»                  | 3:26         |
| 4.                  | «Jealous Minds Think Alike»             | 3:36         |
| 5.                  | «Save It for the Bedroom»               | 3:58         |
| 6.                  | «Take Off Your Colours»                 | 3:16         |
| 7.                  | «You've Made Your Bed (So Sleep in It)» | 4:19         |
| 8.                  | «If You Run»                            | 3:57         |
| 9.                  | «Tigers and Sharks»                     | 4:27         |
| 10.                 | «If I Were in Your Shoes»               | 3:00         |
| 11.                 | «Always Attract»                        | 6:05         |
| 12.                 | «Nasty Habits»                          | 3:51         |
| 13.                 | «The Rumour»                            | 5:15         |
| Общая длительность: | Общая длительность:                     | 50:58        |

| №                   | Название                                | Длительность |
| ------------------- | --------------------------------------- | ------------ |
| 1.                  | «The Truth Is a Terrible Thing»         | 2:51         |
| 2.                  | «Gossip»                                | 2:57         |
| 3.                  | «Finders Keepers»                       | 3:13         |
| 4.                  | «Call That a Comeback»                  | 3:26         |
| 5.                  | «Jealous Minds Think Alike»             | 3:36         |
| 6.                  | «Save It for the Bedroom»               | 3:58         |
| 7.                  | «Take Off Your Colours»                 | 3:16         |
| 8.                  | «You've Made Your Bed (So Sleep in It)» | 4:19         |
| 9.                  | «If You Run»                            | 3:57         |
| 10.                 | «Tigers and Sharks»                     | 4:27         |
| 11.                 | «If I Were in Your Shoes»               | 3:00         |
| 12.                 | «Always Attract»                        | 6:05         |
| 13.                 | «Nasty Habits»                          | 3:51         |
| 14.                 | «The Rumour»                            | 5:15         |
| 15.                 | «Sweet Feet»                            | 3:35         |
| 16.                 | «All Your Fault»                        | 4:26         |
| 17.                 | «Blue Eyes Don't Lie»                   | 3:30         |
| 18.                 | «Save It for the Bedroom» (acoustic)    | 4:05         |
| 19.                 | «Finders Keepers» (acoustic)            | 3:16         |
| Общая длительность: | Общая длительность:                     | 73:03        |

| №                   | Название              | Длительность |
| ------------------- | --------------------- | ------------ |
| 14.                 | «Kiss and Tell»       | 3:19         |
| 15.                 | «Finders Keepers»     | 3:13         |
| 16.                 | «Sweet Feet»          | 3:35         |
| 17.                 | «All Your Fault»      | 4:26         |
| 18.                 | «Blue Eyes Don't Lie» | 3:30         |
| Общая длительность: | Общая длительность:   | 69:01        |

## Участники записи
- Джошуа Джэймс Альфонсо Франчески (Joshua James Alphonse Franceschi) — вокал
- Максимильян Майкл Хейлер (Maximilian Michael Helyer) — ритм-гитара, бэк-вокал
- Кристофер Джэймс Миллер (Christopher James Miller) — лид-гитара
- Мэттью Джэймс Бэрнс (Matthew James Barnes) — бас-гитара
- Джо Филипс (Joe Philips) — ударные, перкуссия

## Чарты и сертификации
| Год  | Страна         | Чарт            | Недель в чарте | Позиция |
| ---- | -------------- | --------------- | -------------- | ------- |
| 2008 | Великобритания | UK Albums Chart | 2              | 25      |
| 2009 | Великобритания | UK Albums Chart | 1              | 61      |

| Год  | Страна         | Организация                   | Сертификат | Продажи  |
| ---- | -------------- | ----------------------------- | ---------- | -------- |
| 2012 | Великобритания | British Phonographic Industry | Золото     | 100 000+ |